# Пиньинь
Пиньи́нь (кит. 拼音, pīnyīn; более официально: 汉语拼音, Hànyǔ pīnyīn, Ханьюй пиньинь, то есть «Запись звуков китайского языка») — система романизации для путунхуа. В Китайской Народной Республике (КНР) пиньинь имеет официальный статус.
С 1 января 2009 года пиньинь стал официальным стандартом романизации на Тайване.
Пиньинь был принят в 1958 году, одним из авторов пиньиня является Чжоу Югуан. С 1979 года пиньинь используется во всём мире в качестве официальной латинской транскрипции имён и названий из КНР. Она заменила существовавшие ранее транскрипции Уэйда—Джайлза и чжуинь.
Транскрипция была одобрена Международной организацией по стандартизации (ISO) в качестве основной латинской транскрипции китайского языка.
В пиньине используются все буквы латинского алфавита, кроме V, а также буква Ü (u-умляут; при вводе в компьютер буква V может использоваться вместо Ü). Обозначение тонов в пиньине предусмотрено с помощью надстрочных знаков (обычно их пишут только в учебной литературе). В словарях номер тона иногда указывается за словом, записанным пиньинем, например: dong2 или dong² (= dóng).

## Запись инициалей
Запись инициалей (начальных согласных) слогов китайского литературного языка в пиньине описывается следующей таблицей. В каждой клетке на первой строке — фонетическая транскрипция по системе Международного фонетического алфавита, на второй — пиньинь, на третьей — принятая в России транскрипция Палладия.
|               | Губные      | Губные      | Альвеолярные | Альвеолярные | Ретрофлексные | Ретрофлексные | Палатальные  | Палатальные  | Велярные | Велярные |
| ------------- | ----------- | ----------- | ------------ | ------------ | ------------- | ------------- | ------------ | ------------ | -------- | -------- |
| Взрывные      | [p] b б     | [pʰ] p п    | [t] d д      | [tʰ] t т     |               |               |              |              | [k] g г  | [kʰ] k к |
| Носовые       | [m] m м     | [m] m м     | [n] n н      | [n] n н      |               |               |              |              |          |          |
| Аффрикаты     |             |             | [ts] z цз    | [tsʰ] c ц    | [ʈʂ] zh чж    | [ʈʂʰ] ch ч    | [tɕ] j цз(ь) | [tɕʰ] q ц(ь) |          |          |
| Фрикативные   | [f] f ф     | [f] f ф     | [s] s с      | [s] s с      | [ʂ] sh ш      | [ʂ] sh ш      | [ɕ] x с(ь)   | [ɕ] x с(ь)   | [x] h х  | [x] h х  |
| Аппроксиманты | [w] w в / — | [w] w в / — | [l] l л      | [l] l л      | [ɻ ~ ʐ] r ж   | [ɻ ~ ʐ] r ж   | [j] y я/ю/е  | [j] y я/ю/е  |          |          |

## Запись финалей
Финаль китайского слога (напр., -uan) может состоять из медиали (-u-), основной словообразующей гласной (-a-) и конечной согласной (-n); во многих случаях присутствуют только некоторые из этих компонент.
Запись финалей слогов, существующих в китайском литературном языке, в пиньине описывается следующей таблицей. В каждой клетке на первой строке — фонетическая транскрипция по системе Международный фонетический алфавит, на второй — пиньинь, на третьей — принятая в России транскрипция Палладия. Некоторые финали (напр. [iɑŋ]) пишутся в слоге с пустой инициалью (то есть где слог состоит только из финали, напр. «yang» [iɑŋ]) по-другому, чем в слогах, где они следуют после согласного (инициали) (напр., l+iang=liang [liɑŋ]). В этих случаях два написания даны на одной строке через точку с запятой, напр. «yang; -iang».
|         |   | Конечный согласный | Конечный согласный     | Конечный согласный   | Конечный согласный            | Конечный согласный        | Конечный согласный | Конечный согласный | Конечный согласный       | Конечный согласный          | Конечный согласный   | Конечный согласный | Конечный согласный          |
| ∅       | ∅ | ∅                  | i                      | i                    | u                             | u                         | n                  | n                  | ŋ                        | ŋ                           | ŋ                    |                    |                             |
| ------- | - | ------------------ | ---------------------- | -------------------- | ----------------------------- | ------------------------- | ------------------ | ------------------ | ------------------------ | --------------------------- | -------------------- | ------------------ | --------------------------- |
| Медиаль | ∅ | [ɹ̩], [ɻ̩] -i -ы; -и | [ɤ] e э                | [a] a а              | [ei] ei эй                    | [ai] ai ай                | [ou] ou оу         | [au] ao ао         | [ən] en энь              | [an] an ань                 | [ʊŋ] -ong -ун        | [əŋ] eng эн        | [aŋ] ang ан                 |
| Медиаль | i | [i] yi; -i и       | [ie] ye; -ie е         | [ia] ya; -ia я       |                               |                           | [iou] you; -iu ю   | [iau] yao; -iao яо | [in] yin; -in инь        | [iɛn] yan; -ian янь         | [iʊŋ] yong; -iong юн | [iŋ] ying; -ing ин | [iaŋ] yang; -iang ян        |
| Медиаль | u | [u] wu; -u у       | [uo] wo; -uo/-o во; -о | [ua] wa; -ua ва; -уа | [uei] wei; -ui вэй; -уй, -уэй | [uai] wai; -uai вай; -уай |                    |                    | [uən] wen; -un вэнь; унь | [uan] wan; -uan вань; -уань |                      | [uəŋ] weng вэн     | [uaŋ] wang; -uang ван; -уан |
| Медиаль | y | [y] yu; -ü юй      | [ye] yue; -üe юэ       |                      |                               |                           |                    |                    | [yn] yun; -ün юнь        | [yɛn] yuan; -üan юань       |                      |                    |                             |

Слог /ər/ (而, 二, и т. д.) пишется er (эр). Существуют также разнообразные финали, получающиеся в результате добавления суффикса -r (儿) к существительным. Они записываются в пиньине просто путём добавления буквы r к слову, вне зависимости от того, как этот суффикс на самом деле меняет его произношение.

Кроме того, ê [ɛ] служит для записи некоторых междометий.

## Обозначение тонов
- Первый, плавный тон обозначается макроном (ˉ) над гласной:

Āā Ēē Īī Ōō Ūū Ǖǖ
- Второй, восходящий тон обозначается острым ударением (акутом) (´):

Áá Éé Íí Óó Úú Ǘǘ
- Третий, нисходяще-восходящий тон обозначается гачеком (ˇ):

Ǎǎ Ěě Ǐǐ Ǒǒ Ǔǔ Ǚǚ
- Четвёртый, нисходящий тон отмечается на письме тупым ударением (грависом) (`):

Àà Èè Ìì Òò Ùù Ǜǜ
- Пятый, нейтральный тон не выражается на письме:

Aa Ee Ii Oo Uu Üü

## Словоделение
В китайской иероглифической письменности каждый иероглиф записывает один слог, представляющий собой одну морфему (или, в некоторых случаях, просто один слог двухсложного или многосложного корня). В отличие от языков с алфавитной графикой, в иероглифическом тексте многосложные слова не отделяются друг от друга пробелами. Однако для деления текста на пиньине на многосложные (многоморфемные) слова существуют официальные правила, сравнимые с правилами, существующими в правописании русского или немецкого языков. Несмотря на это, многие китайцы не знакомы с этими правилами; под влиянием иероглифической традиции они при письме пиньинем часто либо разделяют все слоги пробелами, либо, наоборот, пишут целую фразу слитно.
Когда второй (или любой последующий) слог многосложного слова, записанного пиньинем, начинается с буквы a, e, или o, перед ним должен ставиться апостроф. Это облегчает чтение и предотвращает возможность неоднозначного деления слова на слоги (и, следовательно, морфемы). Например,
- Xi’an = 西安 (xi/an, «Сиань»)
- xian = 仙 (xian, сянь, «бессмертный»)
- qi’e = 企鹅 (qi/e, циэ, «пингвин»)
- qie = 茄 (qie, це, «баклажан»)
- Yan’an = 延安 (Yan/an, город Яньань)
- Yanan = 亚南 (Ya/nan, Янань), что может означать «юг Азии».
- shang’an = 上岸 (shang/an, шанъань, «высадка с корабля на берег»)
- shangan = shan/gan (шаньгань)

## Другие транскрипции, в названии которых используется слово «пиньинь»
Слово «пиньинь» (拼音 pīnyīn) состоит из морфем «пинь» (кит. 拼 pīn «составлять вместе») и «инь» (кит. 音 yīn «звук»), и буквально означает «звукопись», «фонетическое письмо». Поэтому в китайском языке оно используется не только в названии системы ханьюй пиньинь (Hànyǔ pīnyīn), общеупотребительной в КНР, но и в названиях некоторых других систем.

### Тунъюн пиньинь
Тунъюн пиньинь (кит. 通用拼音) — система романизации, имеющая с 2002 года официальный статус на Тайване, где она сосуществует с системами Уэйда — Джайлза, чжуинь и ханьюй пиньинь.
Хотя система Тунъюн пиньинь имеет много общего с Ханьюй пиньинь, есть и заметные отличия:
- первый тон не выражается на письме, а для нейтрального пятого используется точка (как в системе чжуинь);
- вместо zh- (чж-) используется jh-;
- вместо x- (сь-) и q- (ць-) используются s- и c-;
- слоги цзы (напр. 資), цы (慈), сы (思), чжи (知), чи (吃), ши (詩), жи (日), пишутся не с -i, а c -ih;
- после мягких согласных (j, q, x в Ханъюй пиньинь) вместо ü пишется yu; так, слоги цзюй (напр. 居), цюй (区), сюй (许), пишутся не jü, qü, xü, а jyu, cyu, syu;
- слоги фэн, вэн пишутся не feng, weng, а fong, wong;
- слог вэнь (溫) пишется не wen, а wun;
- финаль -юн после согласных пишется не -iong, а -yong, напр. syong вместо xiong (兇). (Однако -ян пишется -iang в обеих системах);
- финали -ю и -уй (напр, в liu (六) и gui (鬼)) разрешается писать не только как -iu и -ui, но также и как -iou и -uei.

### Пиньинь для стандартного кантонского
Система романизации Института языка в образовании, также известная как пиньинь для стандартного кантонского (англ. Standard Cantonese Pinyin), употребляется Управлением образования и трудовых ресурсов Гонконга.

### Ютпхин
Ютпхин (кант. 粵拼; путунхуа Yuèpīn, Юэпинь) — система Языковедческого общества Гонконга для романизации кантонского литературного диалекта. Название является сокращением от Jyutjyu pingjam (粵語拼音, ютъю пхинъям, «Звукопись кантонского языка»). Характерной особенностью этой транскрипции, заметной и в её названии, является использование буквы «j» (а не «y») для звука «й».

## Использование
В Китае дети, как правило, сначала осваивают пиньинь в школах, прежде чем переходят к значительному массиву иероглифов. Это помогает им изучать иероглифы в учебниках, понимая их произношение и смысл. Пиньинь повсеместно применяется в начальной школе, но исчезает из учебников к старшим классам. Пиньинь также широко используется при вводе текста на электронных устройствах, таких как смартфоны и компьютеры.